# Emilio de La Cuadra Albiol
Emilio de La Cuadra Albiol   (Sueca, 1859 - València, 1930) fou un militar i empresari valencià. És recordat per haver estat un pioner de la indústria de l'automoció, havent creat la primera marca a fabricar automòbils de la península Ibèrica, La Cuadra, amb seu a Barcelona i activa entre 1899 i 1901.

## Resum biogràfic
El setembre de 1877, De la Cuadra va ingressar a l'Acadèmia d'Artilleria de Segòvia, on es va graduar com a tinent el 1881. Emprenedor i molt interessat per l'electricitat, va tirar endavant la iniciativa de construcció d'una central elèctrica a Lleida, portant la llum elèctrica per primer cop a aquesta ciutat. Aquest projecte li va representar una excel·lent renda.
El 1889 va participar en l'Exposició Universal de París, com també ho feu Francesc Bonet (poc després, constructor del primer vehicle amb motor d'explosió de la península) i quedà fascinat per la mostra relativa al camp de l'automoció. El 1895 presencià la cursa París-Bordeu-París, de 1.200 km de recorregut, i va restar impressionat de tal manera que va intuir el prometedor futur de l'automoció. Tot seguit, decidí de vendre la central elèctrica de Lleida i es traslladà a Barcelona, on fundà el setembre de 1898, al carrer Diputació cantonada amb Passeig de Sant Joan, la Compañía General Española de Coches Automóviles E. de la Cuadra, Sociedad en Comandita.
Després de 1901, quan la seva empresa d'automoció va fer fallida, Emilio de La Cuadra va abandonar les iniciatives empresarials i va demanar el seu reingrés a l'exèrcit espanyol, essent destinat a Ceuta on va continuar la seva carrera militar amb el grau de Comandant. Amb el temps, arribà a ser nomenat General de Brigada. Uns anys més tard, el 1921, ja destinat a Barcelona va fer de mediador en un conflicte laboral a l'Hospitalet de Llobregat, amb tan bons oficis que la ciutat el nomenà «fill adoptiu de L'Hospitalet».